# Stactobia radovanovici
Stactobia radovanovici är en nattsländeart som beskrevs av Schmid 1959. Stactobia radovanovici ingår i släktet Stactobia och familjen smånattsländor. Inga underarter finns listade i Catalogue of Life.